# انطون سعاده
انطون سعاده (۱ مارس ۱۹۰۴ – ۸ ژوئیه ۱۹۴۹) رهبر سیاسی، فیلسوف و روزنامه‌نگار لبنانی بود. در سال ۱۹۳۲م حزب سوسیال ناسیونالیست سوری را بنیان نهاد، تلاش داشت تا سوریه،لبنان، فلسطین و اردن را در یک دولت سوری‌مرکز (ولایت شام) متحد سازد. مقامات لبنانی به اتهام خیانت او را اعدام کردند.

## زندگی
انطون بن خلیل سعاده، در ۱ مارس ۱۹۰۴/ ۱۴ ذی‌الحجه ۱۳۲۱ق در روستای ضهور شویر در، جبل لبنان زاده شد. به برزیل کوچید، در دمشق مدتی کوتاه روزنامه‌نگاری پیشه کرد. سپس در دانشگاه آمریکایی بیروت به تدریس پرداخت. پس از آن، به آرژانتین مهاجرت کرد. در سال ۱۹۴۸م به لبنان برگشت و در ۸ ژوئیه ۱۹۴۹م / ۱۳ رمضان ۱۳۶۸ق در بیروت تیرباران محکوم شد.

## آثار
- تکامل ملّت‌ها (نشوء الأمم)
- آموزه‌های سوری (التعالیم السوریة)
- تضاد فکری در ادبیات سوری (الصراع الفکری فی الأدب السوری)
- فاجعهٔ عشق در عید بانو صیدنابا (فاجعة حب فی عید سیدة صیدنابا)[۲]